# Whatis

whatis — unix-утилита, производящая поиск заданного ключевого слова в наборе файлов баз данных, содержащих краткие описания системных команд, и выводящая результаты на стандартный вывод. Выводятся только точные совпадения слов с заданным ключевым словом.
База данных whatis создается командой /usr/lib/makewhatis.

## Пример использования
```
$ whatis xorg

Xorg                 (1)  - X11R7 X server
xorg.conf [xorg]     (5)  - Configuration File for Xorg
```